# آچاوه
اکیو (به انگلیسی: Achave) در هند است که در کارناتاکا واقع شده‌است.